# Orquesta Lamoureux

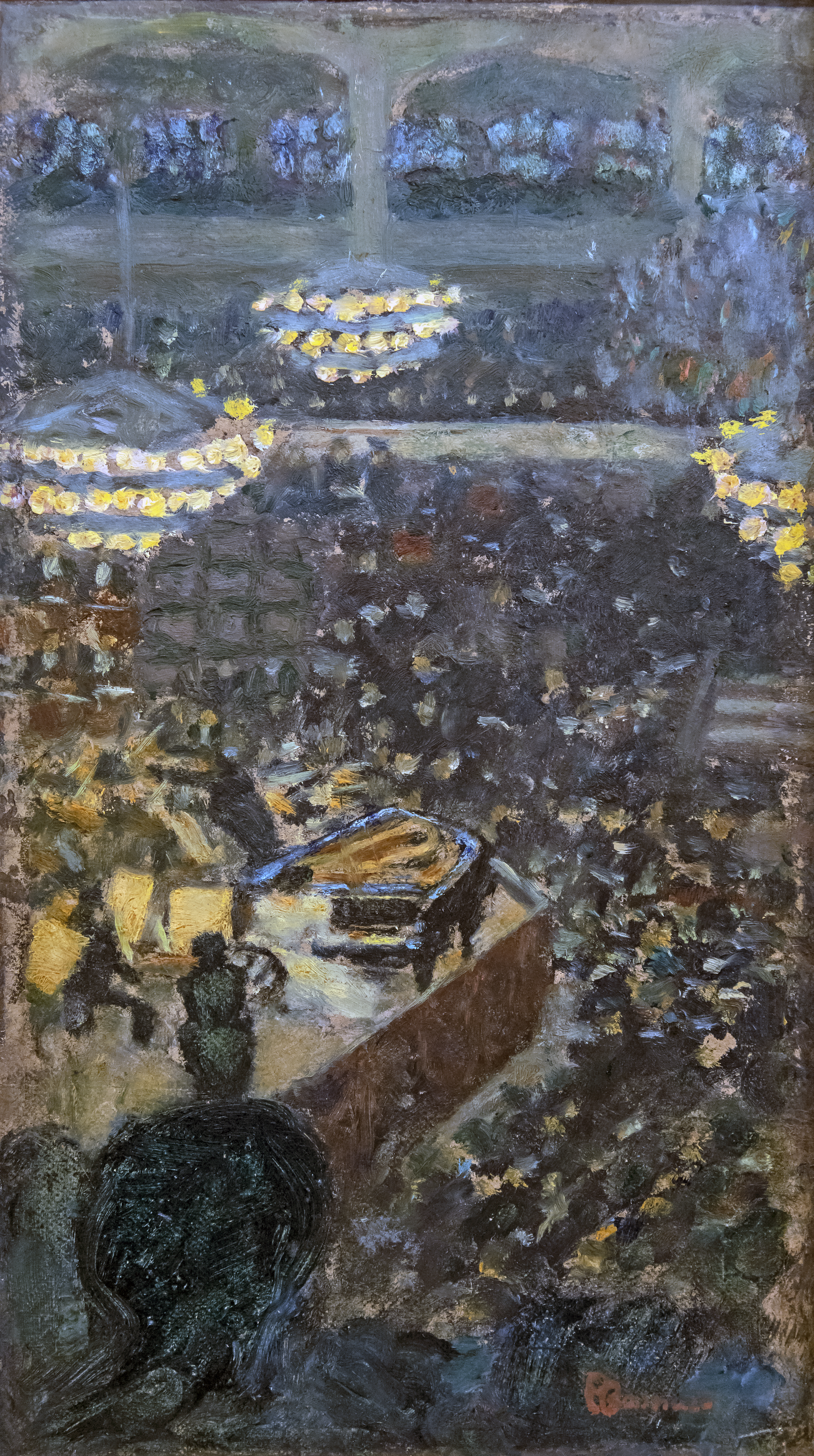
"Le concert Lamoureux" por Pierre Bonnard, ca.1895. Se conserva en la Bemberg Fondation Toulouse.

La Orchestre Lamoureux o Concerts Lamoureux fue una sociedad que daba un concierto cada semana con su propia orquesta, fundada en París por Charles Lamoureux en 1881. Es una de las orquestas más antiguas de Francia. Ha tenido un importante papel en la vida musical francesa, llegando a estrenar los Nocturnos (1900 y 1901) y La mer (1905) de Claude Debussy. La orquesta sinfónica también grabó un álbum de música clásica con la superestrella japonesa Ayumi Hamasaki en 2005.

## Directores principales
- Charles Lamoureux (1881-1897)
- Camille Chevillard (1897-1923)
- Paul Paray (1923-1928)
- Albert Wolff (1928-1934)
- Eugène Bigot (1935-1950)
- Jean Martinon (1951-1957)
- Igor Markevitch (1957-1961)
- Jean-Baptiste Mari (1961-1979)
- Jean Claude Bernède (1979-1991)
- Valentin Kojin (1991-1993)
- Yutaka Sado (1993-2011)
- Fayçal Karoui (2011-2015)

## Principales estrenos
| Compositor         | Obra                                       | Año de estreno |
| ------------------ | ------------------------------------------ | -------------- |
| AMY Gilbert        | Refrains                                   | 1972           |
| BOULANGER Lili     | Deux psaumes                               | 1923           |
| BOULEZ Pierre      | Doubles                                    | 1958           |
| CANTELOUBE Joseph  | Chants d'Auvergne                          | 1924           |
| CAPLET André       | Prières                                    | 1922           |
| CHABRIER Emmanuel  | España                                     | 1883           |
| CHABRIER Emmanuel  | La Sulamite                                | 1885           |
| CHABRIER Emmanuel  | Joyeuse Marche                             | 1890           |
| CHABRIER Emmanuel  | Briséïs                                    | 1897           |
| CHABRIER Emmanuel  | Bourrée fantasque                          | 1898           |
| CHAUMET William    | Lever du soleil                            | 1890           |
| CHAUSSON Ernest    | Viviane                                    | 1888           |
| CHAYNES Charles    | Peintures noires                           | 1975           |
| DUKAS Paul         | Ouverture pour Polyeucte                   | 1892           |
| DEBUSSY Claude     | Trois Nocturnes                            | 1901           |
| DEBUSSY Claude     | La Mer                                     | 1905           |
| DEBUSSY Claude     | L'Enfant prodigue                          | 1908           |
| DUBUGNON Richard   | Conte des escargots                        | 2004           |
| DURUFLE Maurice    | Messe cum Jubilo                           | 1966           |
| FAURE Gabriel      | Pavane                                     | 1888           |
| FAURE Gabriel      | Dolly                                      | 1907           |
| FRANCK César       | Les Eolides                                | 1882           |
| IBERT Jacques      | Escales                                    | 1924           |
| IBERT Jacques      | Concerto pour violoncelle                  | 1926           |
| IBERT Jacques      | Symphonie marine                           | 1963           |
| D'INDY Vincent     | Saugefleurie                               | 1885           |
| D'INDY Vincent     | Le Chant de la cloche                      | 1886           |
| D'INDY Vincent     | Symphonie sur un chant montagnard français | 1887           |
| D'INDY Vincent     | Wallenstein                                | 1888           |
| D'INDY Vincent     | La forêt enchantée                         | 1891           |
| D'INDY Vincent     | Symphonie n.2                              | 1904           |
| D'INDY Vincent     | Fantaisie pour hautbois et orchestre       | 1888           |
| LADMIRAULT Paul    | Valse triste                               | 1934           |
| MAGNARD Albéric    | Symphonie n.3                              | 1904           |
| MAGNARD Albéric    | Hymne à Vénus                              | 1906           |
| MAGNARD Albéric    | Suite d'orchestre "dans le style ancien"   | 1890           |
| MIHALOVICI         | Esercizio per archi                        | 1962           |
| PIERNE Gabriel     | Paysages franciscains                      | 1924           |
| RAVEL Maurice      | Valses nobles et sentimentales             | 1912           |
| RAVEL Maurice      | La Valse                                   | 1920           |
| RAVEL Maurice      | Menuet antique                             | 1930           |
| RAVEL Maurice      | Le Boléro, version concert                 | 1930           |
| RAVEL Maurice      | Concerto en sol                            | 1932           |
| ROGER-DUCASSE Jean | Deux chœurs pour voix d'enfants            | 1910           |
| ROGER-DUCASSE Jean | Ulysse et les sirènes                      | 1937           |
| ROGER-DUCASSE Jean | Petite suite (version orchestrée)          | 1911           |
| ROGER-DUCASSE Jean | Variations plaisantes sur un thème grave   | 1906           |
| ROGER-DUCASSE Jean | Proses lyriques                            | 1922 - 1923    |
| ROPARTZ Guy        | Symphonie sur un choral breton             | 1903           |
| ROUSSEL Albert     | Psaume 80                                  | 1929           |
| SCHMITT Florent    | Le Palais Hanté                            | 1905           |
| SCHMITT Florent    | Musique en plein air                       | 1906           |
| SCHMITT Florent    | Rhapsodie viennoise                        | 1911           |
| SCHMITT Florent    | Rêves                                      | 1918           |
| THILLOY Pierre     | Exil, symphonie n°10                       | 2015           |
| TOURNEMIRE Charles | Symphonie n.4                              | 1914           |
| WAGNER Richard     | Lohengrin, version de concert              | 1887           |